# NGC 1350
NGC 1350 je galaksija u zviježđu Kemijska peć.

## Vanjske poveznice
- SEDS: NGC 1350